# شيلدون وايت
شيلدون وايت (بالإنجليزية: Sheldon White)‏ هو لاعب كرة قدم أمريكية أمريكي، ولد في 1 مارس 1965 في دايتون في الولايات المتحدة.

## وصلات خارجية
- شيلدون وايت على موقع مرجع كرة القدم المحترفة.كوم (الإنجليزية)